# Prins Christian Sund
Prins Christian Sund är ett sund i Grönland (Kungariket Danmark).   Det ligger i kommunen Kujalleq, i den södra delen av Grönland, 600 km sydost om huvudstaden Nuuk.